# Friedland (vascello)
Il Friedland fu un vascello di linea francese da 120 cannoni che prestò servizio nella marina francese dal 1840 al 1864

## Storia

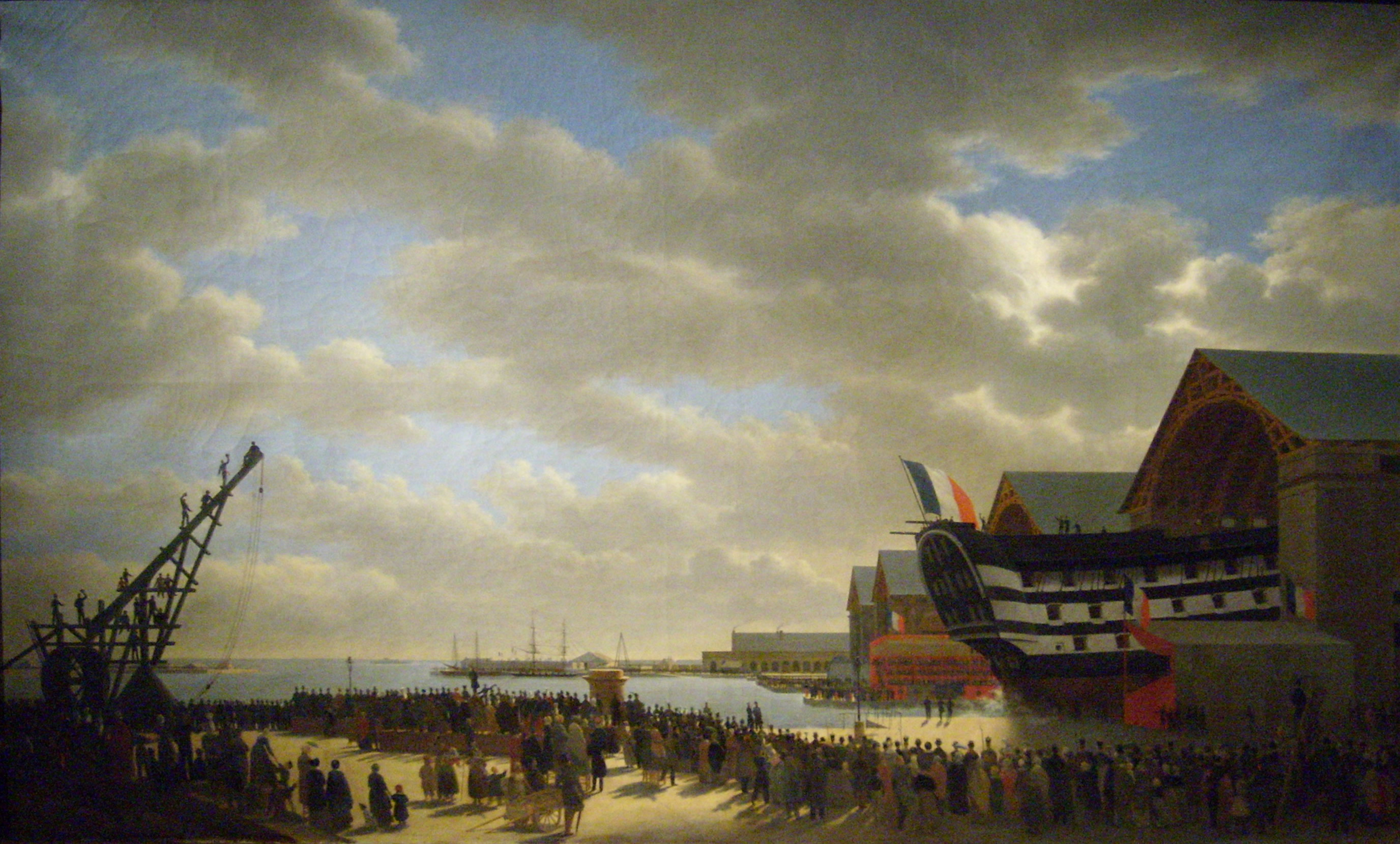
Il varo del Friedland, di Antoine Chazal.

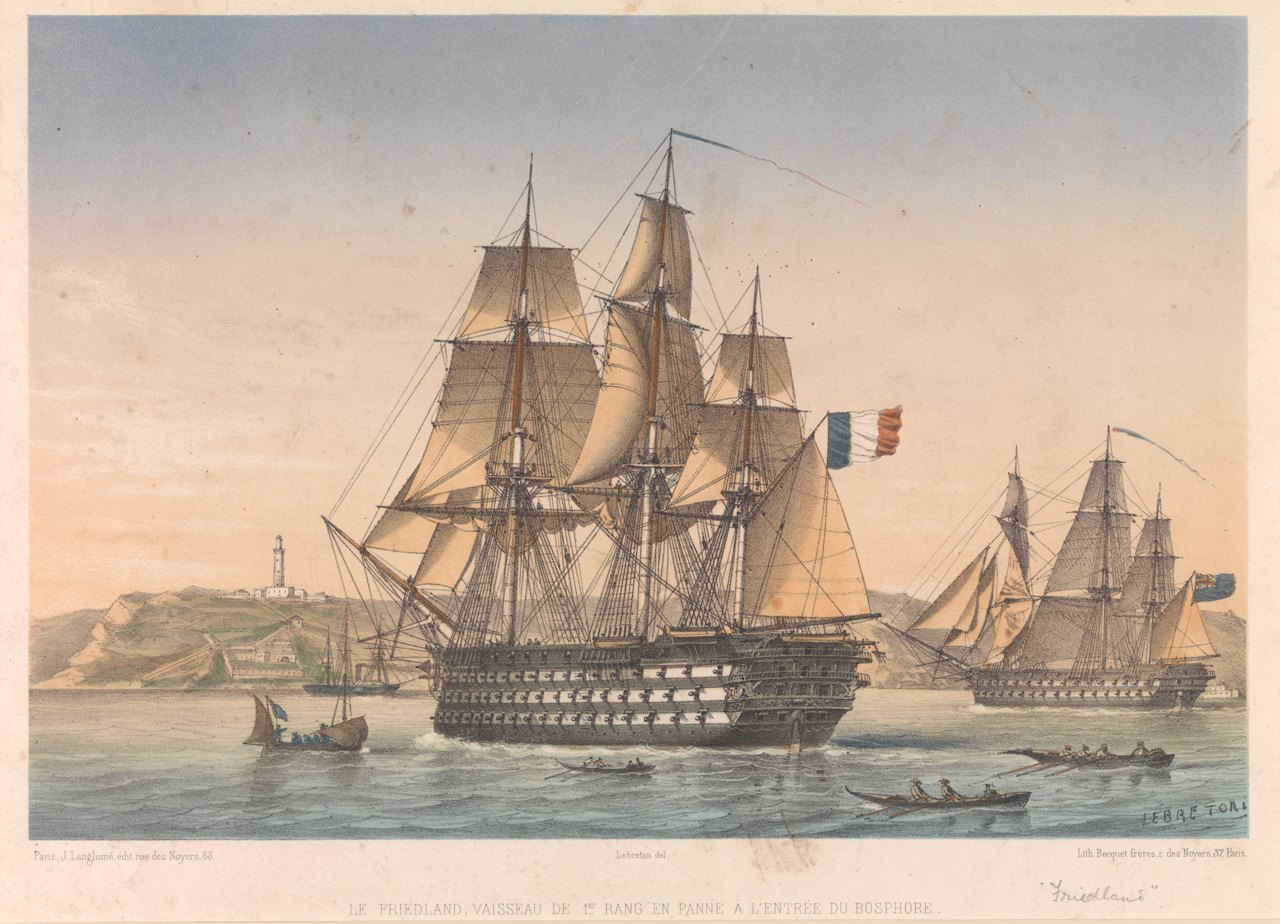
Il Friedland entra nel Bosforo nel 1853.

Il vascello da 118 cannoni Inflexible, appartenente alla Classe Commerce de Marseille, fu impostato presso l'arsenale di Cherbourg il 1º maggio 1812. Dopo la caduta di Napoleone Bonaparte e la seguente restaurazione della monarchia, la sua costruzione fu sospesa a tempo indeterminato per ragioni di economia. Molte navi la cui costruzione era iniziata sotto il Primo Impero furono tenute in bacino di carenaggio, protette da un provvisorio tetto in legno, pronte ad essere varate e armate rapidamente in caso di necessità, in caso di conflitto o più semplicemente per sostituire una vecchia nave ritirata dal servizio. Questa pratica permise di raggiungere, a costi inferiori, l'obiettivo ufficiale di 40 navi e 50 fregate fissato dal Ministro della marina, il barone Portal, nel 1820. Tale obiettivo non cambiò fino alla fine della monarchia di luglio.
Nel 1824, la Commissione di Parigi, riunitasi per riconsiderare la costruzione navale francese, fissò a dieci il numero delle navi di primo rango e precisò che avrebbero trasportato 120 cannoni. Tuttavia, la Marine nationale preferì concentrarsi sulla costruzione di vascelli e due ponti da 100 e 90 cannoni, richiedendo solo tre navi del tipo Sané Borda da 118 cannoni, come suggerito dal Ministro della Marina barone Tupinier nel 1822 nelle sue memorie Observations sur les dimensions des Vaisseaux et Frégates de la Marine française. A quel tempo, dodici navi di questo tipo erano in servizio o in costruzione.
All'inizio degli anni Trenta del XIX secolo, la marina francese aveva in servizio sei navi da 118/120 cannoni: Océan, Majestueux, Austerliz, Wagram, Montebello, e Trocadéro. Altre quattro, Ville de Paris, Louis XIV, Friedland e Souverain erano mantenute volontariamente sullo scalo di costruzione, pronte per essere varate ed armate più o meno rapidamente se necessario. Delle sei navi in servizio, visto lo stato di vetustà, fu deciso di mantenerne solo tre, la Océan a Brest, e la Montebello e la Trocadéro a Tolone, ritenute meglio conservate delle altre tre. Questi bastimenti, inattivi da diversi anni, necessitavano di importanti riparazioni prima di essere messi in armamento. Durante la sua costruzione lo Inflexible fu rinominato in successione Friedland, Duc de Bordeaux durante la restaurazione borbonica,  brevemente di nuovo Friedland durante i Cento Giorni e poi nuovamente Duc de Bordeaux. Il 9 ottobre 1830, a seguito della rivoluzione di luglio, fu definitivamente rinominato Friedland.
Il Friedland fu varato il 4 marzo 1840, ed entrò in servizio il 5 ottobre dello stesso anno, venendo mandato nel Mediterraneo dove fu integrato nella squadra d'evoluzione. Posto in riserva tra il 1852 e il 1853, riprese servizio attivo allo scoppio della guerra di Crimea. Assegnata alla 1ère Escadre operante nel Mar Nero, il 27 luglio 1853 si incagliò al largo delle isole dei Conigli, appartenenti all'Impero ottomano, venendo rimesso a galla da un piroscafo a vapore che lo trainò via. Nel 1857 vennero intrapresi i lavori di trasformazione in nave a propulsione mista, tramite l'installazione di un motore a vapore, ma i lavori furono interrotti nel febbraio 1858, quando tale macchina propulsiva fu assegnata al Turenne da 100 cannoni. La nave fu radiata il 31 dicembre 1864 e dal marzo 1865 fu utilizzata come caserma galleggiante nel porto di Tolone con il nome di Colosse. Fu definitivamente demolito nel 1879.

### Fonti
1. ↑  Roche 2005, p. 215.
2. ↑  Three Decks.
3. 1 2 3 4 5 6 7 8  Troisponts.
4. 1 2 3 4 5  Troisponts.
5. 1 2 3 4 5 6 7  Troisponts.
6. ↑  Winfield, Roberts 2015, p. 48.